# Ecliptopera pryeri
Ecliptopera pryeri là một loài bướm đêm trong họ Geometridae.